# Таифа
Таифа (арап. طائفة‎) заједнички је назив за независне муслиманске државе (најчешће емирате) формиране на територији Ал Андалуза настале након слома Кордопског калифата 1031. године. 

## Настанак
Порекло таифа треба тражити у административној подели Кордопског калифата иако је њиховом настанку допринела етничка разноликост Ал Андалуза, односно подела између Арабљана, Бербера и мулада (исламизовани потомци некадашњих Ибераца, Келта, Римљана, Визигота). Након пораза Визигота код Гвадалете 711. године, остаци визиготске војске под вођством Дон Пелаја формирају Астурску краљевину. Као прва хришћанска држава формирана након доласка муслимана, Астурија је стекла привилегију да отпочне реконкисту. До половине 11. века формиране су и друге крсташке државе: Арагон, Барселона, Кастиља, Леон. Међутим, реконкиста није могла напредовати док је Ал Андалуз био уједињен под Кордопским калифом. Кордопски калифат је током владавине Абдурахмана III (912-961) доживео врхунац своје моћи. Након распада Каролиншког царства, Кордопски калифат постаје најбогатија држава у Западној Европи. Међутим, након Абдурахманове смрти држава слаби. Почетком 11. века долази до борби за престо током кога је постојало седморица калифа. Последњи од њих, Хишрам III, умро је 1031. године. Кордопски калифат распао се на 33 независне таифе. Најјаче таифе у 11. веку биле су Сарагоса, Толедо, Севиља и Бадахоз. 

## Рат са хришћанима
Распад Кордопског калифата довео је до успона реконкисте. На самом почетку 11. века монаси манастира Клини подстицали су француско племство да покреће походе против муслимана у Шпанији. Прву војску предводио је нормански војсковођа Рожер де Тони 1018. године. Највећу војску предводио је бургундски гроф Ремон Тулуски 1085. године. У савезу са кастиљским владарем Алфонсом VI освојена је таифа Толедо, престоница некадашње Визиготске краљевине. Следеће године у Шпанију пристижу Алморавиди и приморавају Алфонса на повлачење. Алморавиди се, на срећу хришћанских држава, почињу свађати са владарима таифа што омогућује хришћанима да поново напредују. Године 1125. у Шпанију долазе Алмохади, још једно од дивљих берберских племена. Алмохади су ујединили територије некадашњег Ал Андалуза. 
Папа Геласије II (1118-1119) дао је опроштај грехова свим учесницима реконкисте. Папа Еугеније III је крсташком булом из 1148. године прогласио Шпанију територијом на којој се води крсташки рат. На Иберијском полуострву формирани су редови слични темпларима и хоспиталцима у Светој земљи. Најпознатији редови су ред калатрава (1158) и сантјаго (1175). Кастиљска краљевина тешко је поражена 1195. године. Алмохади су држали муслиманске територије уједињеним све до 1212. године када су поражени код Лас Навас де Толоса у југоисточној Шпанији. Унутрашњи сукоби у Кастиљи и погибија арагонског краља у Катарском рату довела је до привременог застоја у рату. Реконкиста је обновљена 1230. године када хришћани освајају Кордову (1236), Севиљу (1248), Мајорку, Минорку и Ибизу (1229), Валенсију (1238) и обалски појас данашње Португалије (до 1249). До смрти Фердинанда III од Кастиље муслимани су изгубили све поседе на Иберијском полуострву сем таифе Гранаде. Изолованост Гранаде спасла ју је кастиљског освајања у наредна два века. Рат за освајање Гранаде отпочели су Фердинанд Арагонски и Изабела Кастиљска 1481. године. До 1492. године Гранада је освојена. Муслиманима је гарантована слобода вероисповести, али су 1499. године приморани да напусте ислам или да се иселе.

## Списак таифа

### Први период (11. век)
- Бадахоз (1013-1094)
- Лисабон (1022-1093)
- Мертола (1033-1044)
- Силвес (1027-1063)
- Салтес (1012-1091)
- Санта Марија до Алграве (1018-1091)
- Толедо (1031-1085)
- Алгесирас (1035-1058)
- Аркос (1011-1068)
- Кармона (1013-1091)
- Сеута (1061-1084)
- Кордоба (1031-1091)
- Гранада (1013-1090)
- Малага (1026-1058)
- Морон (1013-1066)
- Ниебла (1023-1091)
- Ронда (1039-1065)
- Севиља (1023-1091)
- Албарасин (1011-1104)
- Алпуенте (1009-1106)
- Руеда (1118-1130)
- Тортоса (1039-1060)
- Сарагоса (1018-1046)
- Алмерија (1011-1091)
- Денија (1010-1076)
- Јерика (11. век)
- Лорка (1051-1091)
- Мајорка (1018-1203)
- Молина (?-1100)
- Мурција (1011-1065)
- Мурвиедро и Сагунто (1086-1092)
- Сегорбе (1065-1075)
- Валенсија (1010-1094)

### Други период (12. век)
- Алмерија (1145-1147)
- Аркос (1143)
- Бадахоз (1145-1150)
- Беџа и Евора (1114-1150)
- Кармона (?)
- Константина и Хорнахуелос (?)
- Гранада (1145)
- Гвадикс и База (1145-1151)
- Хаен (1145-1159)
- Херез (1145)
- Малага (1145-1153)
- Мертола (1144-1145)
- Мурсија (1145)
- Ниебла (1145-1150?)
- Пурхена (?)
- Ронда (1145)
- Сантарем (?-1147)
- Сегура (1147-?)
- Силвес (1144-1155)
- Тавира (?)
- Трехада (1145-1150)
- Валенсија (1145-1172)

### Трећи период (13. век)
- Архона (1232-1244)
- Баеза (1224-1226)
- Сеута (1233-1236)
- Денија (1224-1227)
- Лорка (1240-1265)
- Менорка (1228-1287)
- Мурсија (1228-1266)
- Ниебла (1234-1262)
- Орихуела (1239-1250)
- Валенсија (1228-1238)
- Гранада (1237-1492)